# Verlag Deutsche Polizeiliteratur
Der Verlag Deutsche Polizeiliteratur (VDP) ist ein deutscher Fachverlag mit Sitz in Hilden. Seit 1999 besteht er aus den beiden Geschäftsbereichen VDP GmbH Anzeigenverwaltung und VDP GmbH Buchvertrieb. Der Verlag ist eine 100%ige Tochterfirma der deutschen Gewerkschaft der Polizei (GdP).

## Geschichte
Vorgänger war der Verlag Deutsche Polizei GmbH, gegründet 1951 in Hamburg. Dessen Gründung erfolgte durch die beiden Landesbezirke Hamburg und Schleswig-Holstein der Gewerkschaft der Polizei mit Verlagssitz in Hamburg.
Anliegen der GdP war es, ihren Mitgliedern „historisch unbelastete“ Fachliteratur zur Verfügung zu stellen. Mit zwei Buchtiteln und einer Zeitschrift begann 1951 die verlegerische Tätigkeit mit dem damaligen Geschäftsführer Erich Hansen und zwei Mitarbeiterinnen. Von den ersten Verlagstiteln bestehen der „Polizeikalender“ und die GdP-Mitgliederzeitschrift „Deutsche Polizei“ noch heute.
Der Verlag publiziert verschiedene Zeitschriften, Kalender für Polizeibeamte und Bücher mit polizeispezifischen Themen. Er gehört als Tochtergesellschaft der Organisations- und Servicegesellschaft der Gewerkschaft der Polizei mbH (OSG) an.
Geschäftsführer sind (Stand März 2025) Dominik Lehmanns und Bodo Andrae.
Loseblattsammlungen des Verlages – das sogenannte Polizeifachhandbuch (Ausgabe Bayern) – werden beispielsweise bei der Ausbildung der Bayerischen Polizei verwendet.

## Kritik an Lehrbuch
Die Zeitschrift Stern veröffentlichte im September 2019 einen Artikel über das vom VDP publizierte Buch Kriminologie für Studium und Praxis (1. Auflage 2006, 3. Auflage 2016). Das Buch zählt (Stand 2019) zu den Standard-Lehrbüchern an Fachhochschulen für angehende Kommissare. Es bezieht sich kritiklos auf Kriminologen und Juristen, die in der NS-Zeit fragwürdige Rollen spielten (z. B. auf Bernhard Niggemeyer) und erweckt den Eindruck, die „Sippenforschung“ wäre heute noch eine gängige Methode, um Kriminalität zu erklären. „Sippenuntersuchungen“, die Friedrich Stumpfl (1902–1997) in der NS-Zeit betrieb, werden kritiklos wiedergegeben. Auch die Bezeichnungen „arbeitsscheue Berufsverbrecher“ und „Verbrecher aus Mangel an Gemeinschaftsdisziplin“ (verwendet vom NS-Kriminologen Ernst Seelig) werden kritiklos verwendet.